# 2024 en escalade
Cet article présente les faits marquants de l'année 2024 en escalade.

## Évènements

### Jeux olympiques et paralympiques
- Escalade aux Jeux olympiques d'été de 2024